# Григор'єва Галина Сергіївна
Галина Сергіївна Григо́р'єва (нар. 27 квітня 1933, Київ) — українська художниця; член Спілки радянських художників України з 1965 року. Онука археолога Гната Стелецького, дочка художників Любові Григор'євої-Стелецької та Сергія Григор'єва, сестра Майї, мати Івана Григор'єва.

## Біографія
Народилася 27 квітня 1933 року в місті Києві (нині Україна). Упродовж 1952—1959 років навчалась у Київському художньому інституті, де її викладачами були зокрема Сергій Григор'єв, Василь Касіян, Іларіон Плещинський, Михайло Іванов, Сергій Єржиковський.
Працювала у видавництві «Веселка». Жила в Києві, в будинку на вулиці Хрещатику № 13, квартира 11, потім на вулиці Пушкінській, № 20, квартира 6.

## Творчість
Працює в галузі станкового живопису і книжкової графіки. Серед робіт:
графіка
- серія «Діти українського села» (1961, акварель, гуаш, пастель);
- «Травневий етюд» (1966, акварель);

живопис
- «Добрий ранок» (1966);
- «Дівчина з собакою» (1967);
- «Біля вікна» (1969);
- «Після дощу» (1970);
- «Купальниці» (1981, 1998);
- «На Дніпрі»;
- «На березі озера»;
- «Відпочинок»;
- «Ранок на озері»;
- «Дніпровська затока» (1992);
- «Відпочиваючі» (1994);
- «Кує зозуля» (2000);
- варіації на тему Ніколи Пуссена (2001);
- «Натюрморт» (2006).

ілюструвала
- «Карлітіс» Яніса Райніса (Київ, 1961);
- збірку «А я у гай ходила» Павла Тичини (Київ, 1963);
- «Казки» братів Грімм (Київ, 1962);
- «Казки» Ганса Крістіана Андерсена (Київ, 1964);
- «Сонячна сопілка» Марії Познанської (Київ, 1970).

Брала участь у республіканських виставках з 1959 року, всесоюзних — з 1961 року. Персональні виставки відбулися у Києві у 1992 і 1994 роках.
Картини художниці зберігаються у колекціях державних музеїв України, таких як  Музей історії Києва, Національний музей у Львові; у приватних і корпоративних колекціях в Україні, США, Канаді, країнах Європи та в Росії.
2009 року у видавництві «Дух і літера» виданий альбом-каталог робіт художниці «Край живопису».